# Джулиан, Элвин
Элвин Фред «Догги» Джулиан (англ. Alvin Fred "Doggie" Julian; 5 апреля 1901, Рединг, Пенсильвания — 28 июля 1967, Вустер, Массачусетс) — американский спортсмен и тренер, занимавшийся американским футболом, баскетболом и бейсболом. Наибольших успехов он добился в качестве баскетбольного тренера, приводил команду колледжа Святого Креста к чемпионству в первом дивизионе Национальной ассоциации студенческого спорта, а с командой Дартмутского колледжа трижды выигрывал Лигу плюща. Также Джулиан недолго работал с профессиональным клубом «Бостон Селтикс», выступавшим в НБА. В 1968 году он был избран в Зал славы баскетбола имени Нейсмита, а в 2006 году — в Зал славы студенческого баскетбола.

## Биография
Элвин Джулиан родился в городе Рединг в Пенсильвании. Он учился в Бакнеллском университете и выступал за университетские команды по американскому футболу, баскетболу и бейсболу. В американском футболе он играл на позиции энда, в бейсболе был кэтчером. После окончания учёбы Элвин недолго выступал как профессиональный бейсболист в малых лигах за пенсильванские команды «Рединг Кейстоунс», «Харрисбург Сенаторс», «Йорк Уайт Розес», «Чемберсбург Мэрунс» и «Лоуренс Мерри Макс», а также футбольный клуб «Потсвилл Мэрунс».
В 1925 году Джулиан стал тренировать команду по американскому футболу Скуллкилского колледжа из Реддинга, через два года возглавил ещё и баскетбольную команду. До 1935 года он работал с этими командами, в том числе после слияния учебного заведения с Олбрайтским колледжем. В 1936 году Джулиан возглавил футбольную и баскетбольные команды Мюленбергского колледжа из Аллентауна. Там он успешно работал до 1945 года, в одно время тренировал ещё и команду по бейсболу. Под руководством Джулиана баскетбольная команда Мюленбергского колледжа одержала 129 побед при 71 поражении, а в последних двух сезонах принимала участие в национальном пригласительном турнире.
В 1945 году Джулиан возглавил «Крестоносцев», баскетбольную команду колледжа Святого Креста. Эта команда имела в своём составе нескольких высококлассных игроков, среди которых выделялись форвард Джордж Кафтан и молодой защитник Боб Коузи. За три сезона под руководством Джулиана «Крестоносцы» выиграли 65 матчей и проиграли 10. В 1947 году они стали чемпионами Национальной ассоциации студенческого спорта, а в следующем году заняли третье место.
После успеха в студенческом баскетболе в 1948 году Джулиана пригласили тренировать профессиональный клуб Баскетбольной ассоциации Америки (которая через год стала частью Национальной баскетбольной ассоциации) «Бостон Селтикс». Хотя в команде и выступало несколько игроков чемпионского состава «Крестоносцев», включая Кафтана, её состав по меркам профессиональной лиги был весьма слабым. За два сезона под руководством Джулиана «Селтикс» выиграли 47 матчей и проиграли 81, в плей-офф не выходили. Также Джулиан успел поработать тренером в профессиональном футболе, в 1947 году он был помощником тренера клуба «Бостон Янкс» из Национальной футбольной лиге.
Покинув «Бостон Селтикс» в 1950 году, Джулиан возглавил баскетбольную команду Дартмутского колледжа. С ней он трижды, в 1956, 1958 и 1959 годах побеждал в Лиге плюща. За 17 лет под руководством Джулиана команда одержала 185 побед при 251 поражении. В декабре 1966 года, когда Джулиан продолжал работать в Дартмуте, у него случился сердечный приступ. Он скончался летом следующего года в Вермонте. За 31 год работы в студенческом баскетболе Джулиан со своими командами одержал 386 побед и потерпел 343 поражения.